# Cupania liberiana
Cupania liberiana là một loài thực vật có hoa trong họ Bồ hòn. Loài này được Guarim mô tả khoa học đầu tiên năm 1993.